# Ribeira (Terras de Bouro)
Ribeira ist eine Gemeinde im Norden Portugals.
Ribeira  gehört zum Kreis Terras de Bouro im Distrikt Braga, besitzt eine Fläche von 2,25 km² und hat 212 Einwohner (Stand 19. April 2021).